# Natalia Lacunza
Natalia Lacunza Sanabdón (Pamplona, 10 de janeiro de 1999), anteriormente conhecida como Eilan Bay, é uma cantora e compositora espanhola que ficou conhecida internacionalmente ao participar da décima edição do reality show Operación Triunfo (2018), da TVE. Ao longo de sua estadia no programa, Natalia se tornou uma das participantes favoritas do publico e encerrou a competição em terceiro lugar. 
Após assinar contrato com a gravadora Universal Music Spain, Lacunza lançou em junho de 2019 seu EP de estria intitulado Otras Alas, que conseguiu permanecer por três semanas seguidas como o álbum mais vendido de toda a Espanha, alcançando o certificado oficial de disco de ouro.

## Biografia
Natalia Lacunza nasceu no dia 10 de janeiro de 1999 na cidade de Pamplona, capital da província de Navarra, localizada no Norte da Espanha. No início, Natalia ficou conhecida no mundo musical como Eilan Bay (apesar de sua raridade, o nome artístico da pamplonica vem de seu nome lido ao contrário, junto com o sobrenome de seu cantor favorito e uma de suas maiores referências no mundo da música, James Bay), mas depois decidiu usar seu próprio nome, porque parecia mais apropriado, profissional e maduro.
Antes de ingressar como uma das participantes do reality show, aos 19 anos, Lacunza estudava Comunicação Audiovisual na Universidade de Navarra, mas decidiu sair para tentar se desenvolver no mundo da música. Além de cantar, dançar e dominar instrumentos como: violão, guitarra e piano; Natalia também já investiu na carreira de atriz. Em 2018 ela foi protagonista do curta "Hielos, el Musical", ao lado do ator espanhol Diego Domínguez. O curta musical foi muito bem recebido pela critica e acumulou diversas indicações de festivais espalhados pelo mundo.
Ao longo de sua vida, por mais de 10 anos, Natalia foi treinada nos estilos clássicos, modernos e contemporâneos como: Queen, Andrés Calamaro, Maná, Aretha Franklin, Michael Diamond, Nina Simone, Carla Bruni, Jason Mraz, Cara Dillon, entre outros. Todos esses aspectos funcionaram e a fortaleceram na academia do programa, em um momento de sua vida em que ela percebeu o que realmente a motivava. Pouco antes de entrar no programa, ela criou e produziu, juntamente com um grupo de amigos, o vídeo de sua própria música chamada "Don't Ask", que posteriormente teve um grande impacto, principalmente por retratar uma relação amorosa entre duas mulheres.

### Causas humanitárias
Natalia também conquistou todos os seus seguidores graças à sua faceta mais pessoal, com confissões, como relatar abertamente que ela foi vítima de bullying, bem como os esforços que ela está fazendo em face da opinião pública para normalizar diferentes grupos LGBT com menos visibilidade e dessa forma, mostrar seu apoio a toda comunidade gay que sempre apoiou e seguiu.

### Orientação sexual
Durante sua estadia no programa Operación Triunfo, Natalia revelou que era bissexual. E apesar de ter recebido críticas, ela comemorou a abertura da televisão para deixá-la falar sobre suas preferências sexuais sem ser questionada: “A bissexualidade é uma coisa a mais e é maravilhoso que a TVE reflita essa realidade. Para mim, como bissexual, essa visibilidade é importante, porque o 'bi' não é totalmente reconhecido. As pessoas pensam que a bissexualidade é um processo de transição para a homossexualidade ou é uma confusão, mas não. Isso não se trata de uma transição ou confusão. Sou clara sobre o que sinto, o que me atrai e o que me impede de atrair. Tenho orgulho de poder contribuir com algo.” Confirmando com essas palavras que sempre terá orgulho de ser bissexual e que não importa o que os outros digam sobre ela, estar feliz e bem consigo mesma sempre será a coisa mais importante.

## Carreira

### 2017–2019: Início da carreira e Operación Triunfo
Natalia conta que ela sempre foi "uma garota estranha". “Sempre fui o oposto do resto do mundo. Eu não me encaixava bem no todo. Lembro que todos os meus amigos queriam ser médicos ou enfermeiros e não me senti identificada com quase nada. Fui a única do meu curso que jogou futebol quando criança ou a única que levou a música a sério”, diz ela. "Eu sempre fui uma boa aluna, mas dei mais importância ao meu mundo do que estar na escola e nas aulas". Ela agradece a seus pais por sempre lhe darem “a última palavra sobre o que ela queria fazer”. “Se eu quisesse me inscrever em alguma coisa, eles me davam liberdade, se eu quisesse deixar algo eles diziam 'bem, essas podem ser as consequências, faça o que quiser'. Eles me prepararam muito para assumir as rédeas da minha vida e, sem dúvida, tudo o que influenciou a pessoa que sou agora e as decisões que tomei no ano passado.”
Pouco depois de ter entrado para a universidade, Lacunza deixou a carreira de Comunicação Audiovisual e começou a trabalhar e economizar para ir de Pamplona a Madri. “Meus pais nunca se assustaram. Eles só esperavam e confiavam em minhas decisões."
Natalia tentou consolidar sua carreira artística entrando no reality show La Voz España (2017), transmitida pela Telecinco, embora ela não tenha sido bem-sucedida e não tenha sido escolhida. Naquela ocasião, Lacunza cantou durante a fase inicial das audições às cegas, mas, infelizmente, ela não conseguiu convencer nenhum dos quatro juízes a se virarem e selecioná-la para sua equipe, sendo eliminada logo no início. Mas tudo mudaria com sua admissão no reality show Operación Triunfo. Natalia Lacunza conseguiu permanecer no reality, do qual saíram grandes artistas espanhóis e no qual alcançou o terceiro lugar da geração de 2018, mas, embora não tenha vencido, era admirável que ela se tornasse a única concorrente que conseguiu chegar à final sem ser indicada ao paredão em nenhuma ocasião. Ao longo de sua passagem pelo programa, a participante apresentou músicas de vários artistas, como: Rosalía, Lady Gaga, Sia, Coldplay, Portugal The Man, Zara Larsson, The White Stripes e Britney Spears. Ela também foi uma das candidatas a participar do Eurovision Song Contest 2019, com as músicas "Nadie Se Salva" (junto com seu parceiro Miki Núñez) e "La Clave".
Quando o reality show terminou, Natalia realizou uma turnê com seus companheiros de reality na qual foi extremamente bem-sucedida, mas confirmou que foi difícil sair do OT e dar de cara com a realidade: “ao entrar em 'Operación Triunfo', vivi tudo aquilo e ao sair, esbarrar com a mídia e toda aquela superlotação, é algo muito difícil. Mas, no final, ter um ao outro é a melhor coisa que poderia acontecer conosco e estamos super felizes um com o outro”.

### 2019–2021:Otras AlaseEP2

Capa do EP Otras Alas.

“É um prazer poder anunciar que 'Nana Triste' será lançada em 14 de junho, e ainda mais prazer é dizer que fiz essa música com uma das pessoas mais talentosas da Espanha, Alvarico (Álvaro Lafuente, conhecido artisticamente como Guitarricadelafuente). Espero que vocês gostem tanto quanto eu”. Foi a mensagem deixada por Natalia a todos os seus fãs quando ela começou a estreia de seu primeiro single, incluído em seu álbum de estreia, Otras Alas, que conseguiu permanecer por três semanas como o álbum mais vendido de toda a Espanha, alcançando o certificado oficial de disco de ouro. Diante desse sucesso, Natalia comentou que essa grande recepção não era realmente esperada, mas agradeceu a todos pelo apoio: “Bem, acho que não. Na verdade, eu não esperava nada do que aconteceu comigo nos últimos meses, tudo é uma surpresa constante. Eu esperava que houvesse disparidade de opiniões, mas não esperava tanto apoio. Foi incrível”. Seu EP de estreia foi composto por sete músicas, das quais seis são de sua inteira criação. Atualmente, seu single de estreia "nana triste" conquistou o certificado de disco de platina e alcançou mais de 50 milhões de reproduções no Spotify. O videoclipe da canção agora adiciona mais de 24 milhões de visualizações no YouTube.
Aos 20 anos, Lacunza declarou abertamente que com esse material, queria mostrar como ela é através da música. Porque, embora ela fale de Operación Triunfo como uma grande experiência, ela também afirmou não ter oferecido o seu melhor na academia e até disse que não se reconheceu com algumas de suas interpretações, porque acreditava que não fazia o seu melhor.  Em 14 de setembro de 2019, ela se apresentou no festival CCME (Coca Cola Music Experience), no qual ela tocou as sete músicas de seu álbum.  
Já o ano de 2020 começou bem agitado para Natalia e seus fãs. No dia 23 de janeiro ela lançou a canção "Olvídate de Mí", que contem um tom mais triste e que fala sobre uma despedida definitiva de alguém que sempre esteve presente, mas nem sempre de uma maneira boa. Quase duas semanas depois, no dia 6 de fevereiro, foi lançada a canção "En Llamas", sua colaboração com o cantor Pol Granch, ao qual o videoclipe possui uma atmosfera futurística e um tanto sobrenatural. Também programado para o mês de fevereiro, ela lançou mais um single, agora mesclando os idiomas inglês e espanhol. A canção "Algo Duele Más", parceria de Natalia com o produtor e DJ Bronquio, fez parte de seu segundo EP, lançado em 12 de março de 2020. Intitulado de EP2, o álbum da cantora espanhola foi o mais vendido de toda a Espanha após uma semana de seu lançamento. "Conta uma história dividida em canções, como se um sentimento se desenrolasse e pudesse ser ouvido em pedaços", revelou Lacunza em entrevista.
Cerca de três meses após Natalia fazer sucesso com o lançamento do EP2, a espanhola publicou um novo projeto discográfico. Não foi nada inédito, mas a cantora resolveu fazer uma releitura acústica gravada em sua casa das canções "Dile", "Algo Duele Más", "Olvídate de Mí" e "A Otro Lado". Já no início de setembro, Lacunza lançou uma colaboração com o grupo espanhol Cariño. Com o nome de "Modo Avión", a canção fala de uma relação com problemas de comunicação, liberdade e independência. Em outubro, ela lançou outra colaboração, desta vez ao lado do duo francês Videoclub. Poucas semanas depois, Natalia lançou mais um single solo, chamado "Nuestro Nombre". Já no dia 11 de dezembro, com a estreia do novo álbum da cantora espanhola Aitana, saiu também a faixa cantada em conjunto pelas duas, intitulada "Cuando Te Fuiste", que retrata o ponto de vista de uma mulher ao sair de um relacionamento tóxico.
Em 18 de janeiro de 2021, Lacunza lançou a canção "Corre", composição sua juntamente com María Blaya para a trilha sonora da série da Amazon Prime, El Internado: Las Cumbres. Dois meses depois, a canção "Quiero Dormir Contigo", novo single de Lacunza em parceria com o grupo Trashi, debutou em todas as plataformas digitais. Já no dia 15 de outubro, a canção "Cuestión de Suerte" foi lançada como previa do que será seu tão aguardado novo álbum. O videoclipe do single nos mostra a relação de Natalia com seu primeiro amor e algumas lembranças de infância na casa de seus pais. Para encerrar o ano com chave de ouro, no dia 10 de dezembro "Todo Lamento" estreou como segundo single do álbum previsto para o ano seguinte.

### 2022–presente:Tiene Que Ser Para MíeDURO
No dia 10 de junho de 2022, Lacunza lançou em todas as plataformas digitais o seu primeiro álbum, Tiene Que Ser Para Mí, composto de 12 canções carregadas de reflexões sobre amores, desamores e mudanças pessoais. O álbum é denominado pela cantora como o encerramento de uma etapa que durou três anos e reflete essa vontade de viver honestamente e dar ao seu ser e ao seu esforço o valor que merecem; deixar-se brilhar por quem você é e viver sua vida, sem medo de se segurar e sem dar amor a quem não merece. Com este trabalho, Lacunza entrou para a lista de venda da Promusicae no top cinco de álbuns mais vendidos de toda a Espanha. 
Já no dia 22 de setembro, a amizade entre Ganges e Natalia rendeu a belíssima canção "Pensar en Ti", uma balada ultra-romântica que brinca com camadas sonoras e, sobretudo, leva o magnetismo melódico da música a um terreno onde tanto o dream-pop quanto o pop alternativo alçam voo. Em 24 de fevereiro de 2023, foi lançado a canção "Me He Pillao x Ti", colaboração de Natalia com a cantora Ana Mena.
E em 29 de junho de 2023, a faixa "Nunca Llega 05" foi lançada, surgindo após a apresentação do primeiro single, “Intro (DURO)”, pertencente a “DURO”, o seu novo EP lançado em 28 de setembro de 2023. Já em 21 de julho, o single de gênero urbano "Siberia" foi lançado como uma colaboração de Lacunza com o artista musical Nickzzy. No final de setembro, Lacunza desnudou corpo e alma em seu novo videoclipe da canção "Verdadero". A música mais pessoal deste novo trabalho, é uma canção pop triste, perfeita para se perder e se encontrar. Em 8 de maio de 2025, Lacunza lançou a canção "Un Castigo", com participação do cantor Jesse Baez, sendo este o primeiro single do novo álbum que Natalia está prestes a lançar. Em 10 de julho ela lançaou o segundo single, "Apego Feroz".

## Discografia

### Álbuns
- Tiene Que Ser Para Mí (2022)

### EPs
- Otras Alas (2019)
- EP2 (2020)
- En Casa - Acústico (2020)
- DURO (2023)

## Filmografia

### Televisão
| Ano       | Programa                 | Papel     | Notas |
| --------- | ------------------------ | --------- | --- |
| 2017      | La Voz (España)          | Ela mesma | 5ª temporada: 1 episódio |
| 2018–2020 | Operación Triunfo        | Ela mesma | 10ª temporada: 15 episódios, participante (2018) Gala Eurovisión: intérprete "La Clave", Nadie se Salva" (2019) 11ª temporada: 2 episódios, convidada especial (2020) |
| 2019      | Los40 Music Awards       | Ela mesma | Convidada |
| 2020      | The Wilds - Wild Stories | Ela mesma | Convidada; Amazon Prime Video |

### Filmes
| Ano  | Título                  | Papel             | Notas           | Ref.   |
| ---- | ----------------------- | ----------------- | --------------- | ------ |
| 2018 | Hielos, el Musical      | Driss             | Curta musical   | [ 49 ] |
| 2018 | Los Hermanos Van Kappel | Margot Van Kappel | Curta (Youtube) |        |

## Turnês

### Principal
- Tiny Tour (2020)
- A Otro Lado Tour (2020–2021)
- Tiene Que Ser Para Mí Tour (2022–2023)

### Co-Principal
- OT 2018 en concierto (2019)

## Prêmios e Indicações
| Ano  | Premiação          | Categoria                   | Trabalho indicado | Resultado |
| ---- | ------------------ | --------------------------- | ----------------- | --------- |
| 2020 | Prêmios Odeón      | Melhor Álbum                | Otras Alas        | Indicada  |
| 2020 | Prêmios Odeón      | Melhor Artista Revelação    | Ela mesma         | Indicada  |
| 2020 | Prêmios Odeón      | Melhor Artista Feminina     | Ela mesma         | Indicada  |
| 2020 | LOS40 Music Awards | Artista Revelação do Ano    | Ela mesma         | Indicada  |
| 2021 | Prêmios Odeón      | Artista Odeón Revelação Pop | Ela mesma         | Indicada  |